# Herriman (Utah)

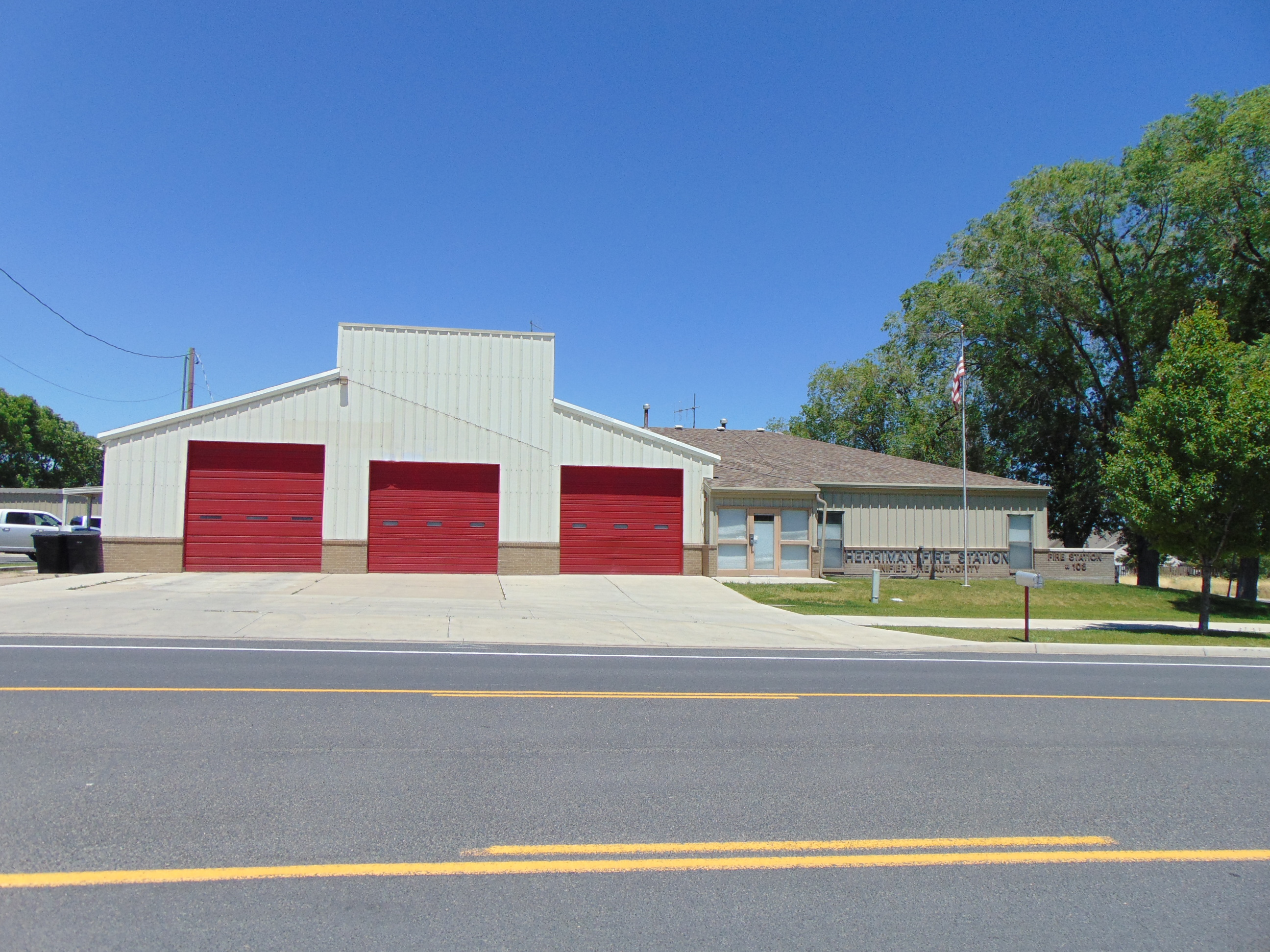
Unified Fire Authority Station 103, situé sur la rue Main

Herriman  (en anglais [hɛrəmən]) est une ville américaine située dans le comté de Salt Lake, dans l’Utah. Sa population s’élevait à 21 785 habitants lors du recensement de 2010.

## Histoire
Herriman a été fondée en 1849 par Robert Dansie, Henry Herriman et Thomas Jefferson Butterfield. Elle n’a été incorporée que le 17 juin 1999 et devenue une city le 19 avril 2001. La localité a été nommée en hommage au dirigeant mormon Henry Harriman (en).

## Démographie
La croissance démographique de la ville est spectaculaire. Le recensement de 2000 a indiqué une population de 1 523 habitants. En 2014, elle atteignait 28 556 habitants.
| Groupe            | Herriman | Utah | États-Unis |
| ----------------- | -------- | ---- | ---------- |
| Blancs            | 93,3     | 86,1 | 72,4       |
| Métis             | 2,3      | 3,6  | 2,9        |
| Asiatiques        | 1,3      | 2,0  | 4,8        |
| Afro-Américains   | 0,6      | 1,1  | 12,6       |
| Océano-Américains | 0,5      | 1,2  | 0,9        |
| Autres            | 2,6      | 6,0  | 6,4        |
| Total             | 100      | 100  | 100        |
|                   |          |      |            |
| Latino-Américains | 6,2      | 13,0 | 16,7       |

Selon l'American Community Survey pour la période 2010-2014, 90,12 % de la population âgée de plus de 5 ans déclare parler l'anglais à la maison, 5,47 % déclare parler l'espagnol, 2,17 % l'italien, 0,50 % le portugais et 1,74 % une autre langue.

## Source
- (en) Cet article est partiellement ou en totalité issu de l’article de Wikipédia en anglais intitulé « Herriman, Utah » (voir la liste des auteurs).